# Brzeście (powiat jędrzejowski)
Brzeście – wieś w Polsce, położona w województwie świętokrzyskim, w powiecie jędrzejowskim, w gminie Wodzisław
.
| SIMC    | Nazwa         | Rodzaj  |
| ------- | ------------- | ------- |
| 1016546 | Józefowskie   | kolonia |
| 1016569 | Karczówka     | kolonia |
| 1016612 | Mikołajewskie | kolonia |
| 1016641 | Rajskie       | kolonia |

W latach 1954–1972 wieś należała i była siedzibą władz gromady Brzeście. W latach 1975–1998 miejscowość należała administracyjnie do województwa kieleckiego.